# Next to Normal
Next to Normal è un musical del 2008 con musiche di Tom Kitt e libretto di Brian Yorkey, ed è uno dei dieci musical ad aver vinto il Premio Pulitzer per la Drammaturgia, nel 2010.
La vita apparentemente normale della famiglia Goodman - composta dal padre Dan, dalla madre Diana e dai figli adolescenti Gabe e Natalie - è guastata dal disturbo bipolare di Diana, che non riesce ad accettare il fatto che il figlio Gabe sia morto da neonato sedici anni prima e che quello che crede di vedere non sia che una sua proiezione mentale di come sarebbe il figlio se fosse vissuto.
Tra i temi principali del musical ci sono l'elaborazione del lutto, il suicidio, la tossicodipendenza e l'eticità della terapia elettroconvulsivante.

## Trama

### Atto I
In una casa fuori città, Diana Goodman rimane sveglia fino tardi ad aspettare il figlio che ha infranto il coprifuoco e a confortare la figlia Natalie troppo impegnata per gli studi in cui ha sempre eccelso (Prelude). La stessa mattina si sveglia Dan, marito di Diana, ad aiutare la famiglia a prepararsi (Just Another Day). Sembra tutto normale finché Dan e Natalie non si rendono conto che Diana, che preparava dei panini, ha ricoperto il pavimento di fette di pane. Mentre Dan aiuta la moglie disorientata, i ragazzi si affrettano ad andare a scuola, in particolare Nathalie si reca in un'aula per esercitarsi al pianoforte (Everything Else). È interrotta da Henry, un suo compagno di classe a cui piace ascoltarla ed è chiaramente interessato a lei.
Durante le successive settimane Diana fa diverse visite dal dottore, mentre Dan la aspetta in auto e si chiede in che modo lui possa gestire la propria depressione (Who's Crazy / My Psychopharmacologist and I). Diana ha sofferto di disturbo bipolare combinata con allucinazione da sedici anni. Il dottor Fine le cambia continuamente i medicinali finché la donna non dichiara di non sentire più niente, a quel punto la dichiara stabile. Intanto Natalie e Henry diventano sempre più intimi finché Henry non si dichiara a lei (Perfect for You) e si baciano per la prima volta. Diana li osserva e si rende conto che probabilmente si è lasciata alle spalle i suoi anni migliori e le mancano i suoi alti e bassi (I Miss the Mountains). Incoraggiata dal figlio, getta via i medicinali.
Qualche settimana dopo, Dan aspetta impaziente di cenare con la sua famiglia (It's Gonna Be Good), al quale ha invitato anche Henry sebbene Natalie non ne sia d'accordo. Quando alla tavola si presenta Diana con una torta cantando Buon compleanno al figlio, Dan e Natalie ne rimangono scioccati. Il marito la afferra e le ricorda che il loro figlio è deceduto sedici anni fa, quando era un neonato (He's Not Here). Dan accenna di tornare dal dottore, ma Diana si rifiuta dicendo che è impossibile per lui comprendere il suo dolore (You Don't Know). Dan prova a convincerla a fidarsi di lui, ma in quel momento compare il figlio, che la persuade del contrario (I Am the One). Rifugiatasi nella sua stanza, Natalie sfoga la sua rabbia su Henry e rifiuta le scuse di Diana mentre suo fratello la guarda e la prende in giro (Superboy and the Invisible Girl).
Qualche giorno più tardi, Diana inizia a frequentare il dottor Madden, provando trattamenti con non implichino medicinali. Mentre il figlio conferma la sua presenza (I'm Alive), Dan e Natalie dubitano sull'utilità delle visite, tanto che dopo una litigata la figlia decide lei stessa di sperimentare i medicinali della madre. Il dottor Madden propone a Diana l'ipnosi per scoprire le radici del suo trauma (Make Up Your Mind / Catch Me I'm Falling). Intanto Natalie ha sbalzi d'umore così intensi che getta al vento un'esibizione al pianoforte, arrabbiata con la madre sempre assente. Infine, Diana capisce che sia giunto il momento di lasciar andare suo figlio. Tuttavia, tornando a casa per ripulire le cose del ragazzo, ritrova un carillon (I Dreamed a Dance). Compare suo figlio che danza con lei, e la invita a seguirlo (There's a World). Quindi lei tenterà il suicidio.
All'ospedale, Diana è sedata e legata, con tagli profondi al polso. Il dottor Madden spiega a Dan che l'elettroshock è l'alternativa da manuale per trattare un paziente che fa resistenza ai medicinali e con tendenze suicide. Tornato a casa per ripulire il sangue di Diana, si avvicina paurosamente ad un esaurimento nervoso (I've Been). Il giorno seguente, Diana scatta contro il dottor Madden, rifiutando la cura (Didn't I See This Movie?). Dan arriva e la convince che possa essere la loro ultima speranza (A Light In The Dark).

### Atto II
Diana riceve per due settimane trattamenti con l'elettroshock. Nel frattempo Natalie, inizialmente sconvolta per la cura della madre, frequenta assiduamente discoteche e assume droghe, cominciando lei stessa ad avere allucinazioni (Wish I Were Here). In seguito Diana torna dall'ospedale, ma ha perso diciannove anni di memoria (Song of Forgetting). A scuola, Henry fronteggia Natalie sul fatto che lei lo stia evitando, e la invita al ballo della scuola (Hey #1).
Dan e Diana visitano il dottor Madden, che li rassicura sulla normalità di una temporanea perdita di memoria (Seconds and Years) e incoraggia Dan a usare foto o oggetti per far recuperare a Diana più in fretta. Dan riunisce la famiglia per questo scopo ma, nonostante un discreto successo, seleziona le informazioni da farle ricordare (Better Than Before) tanto che, quando Diana ritrova il carillon, Dan glielo sottrae bruscamente lasciando Diana confusa. Il figlio ricompare ma non è visto dalla donna (Aftershocks), però quest'ultima capisce che ci sia qualcosa che non torna. Quando si presenta Henry cercando Natalie per insistere sull'invito al ballo (Hey #2), i dubbi di Diana, che osserva la statura del ragazzo e la sua età, si intensificano.
Diana ritorna dal dottor Madden (You Don't Know (Reprise)) che le consiglia di parlare di più con il marito, lasciandosi sfuggire l'esistenza del figlio. Tornata a casa Diana cerca e ritrova il carillon che, ascoltando, le fa tornare in mente molti ricordi del figlio nonostante Dan accorra per fermarla (How Could I Ever Forget?). Quando Diana confessa che tuttavia ricorda il figlio come adolescente e non come neonato, pretende di conoscere il nome. Dan si rifiuta e insiste che servano più cure (It's Gonna Be Good (Reprise)). Intanto Henry arriva per accompagnare Natalie, vestitasi per il ballo, ma entrambi assistono ad un agitato Dan che strappa il carillon dalle mani di Diana e lo infrange per terra.
Diana affronta Dan, chiedendogli per quali motivi perseveri nonostante tutti i problemi che lei gli ha sempre dato, mentre al piano di sopra Natalie pone la stessa domanda a Henry (Why Stay?). Entrambi rispondono con il loro voto di rimanere saldi e fedeli (A Promise). Mentre entrambe le coppie si riappacificano abbracciandosi, ricompare il figlio di Dan e Diana (I'm Alive (Reprise)) che induce Diana a recarsi immediatamente dal dottor Madden.
Diana chiede al dottore cosa bisogna fare se la medicina non funziona. Capisce da sé che a essere ferito non è il suo cervello ma la sua anima (The Break). Madden invece la assicura che una ricaduta è normale e consiglia più elettroshock (Make Up Your Mind / Catch Me I'm Falling (Reprise)). Infine Diana lo ringrazia ma se ne va. Natalie, che ha accompagnato la madre, rimane sorpresa della sua decisione di interrompere la cura, ma Diana le spiega la situazione (Maybe (Next to Normal)) e per la prima volta si confida con la figlia. Quindi insiste per portarla al ballo della scuola, dove Henry la aspettava per confortarla ed abbracciarla (Hey #3 / "Perfect for You (Reprise)).
Diana dice a Dan che lo sta lasciando, spiegando che lui non potrà esserci sempre per salvarla dal precipizio. Capisce l'importanza di rischiare e imparare a gestire i propri problemi (So Anyway). Così facendo Diana riesce a lasciarsi il figlio alle spalle, ma Dan, frustrato non capendo come possa essere rimasto solo dopo tutti i suoi sforzi, si dispera fino a che il figlio si avvicina e dice al padre che invece lui non andrà mai da nessuna parte (I Am the One (Reprise)). Inizialmente titubante e confuso, Dan si gira riuscendo infine a vedere il figlio e, guardandolo negli occhi, lo chiama per la prima volta per nome: Gabriel.
Natalie torna a casa trovando il padre seduto al buio in lacrime. Lei lo consola e accende le luci della stanza, assicurandolo che le cose andranno a posto per entrambi (Light). Tempo dopo, quando un giorno Henry si presenta da Natalie per studiare, lei gli rivela che la madre è andata a stare dai suoi genitori. Intanto Dan si reca dal dottor Madden sperando di parlare di Diana, ma il dottore comprende la situazione e consiglia all'uomo di vedersi con un suo collega, aiuto che Dan accetta. Infine Diana ricompare, sola e ancora soffrente, ma speranzosa e con la consapevolezza di avere sempre l'aiuto dei suoi amici e della sua famiglia.

## Numeri musicali
Primo atto
- Prelude – Orchestra
- Just Another Day – Diana, Natalie, Gabe, Dan
- Everything Else – Natalie
- Who's Crazy / My Psychopharmacologist and I – Dan, Doctor Fine, Diana
- Perfect for You – Henry, Natalie
- I Miss the Mountains – Diana
- It's Gonna Be Good – Dan, Natalie, Henry, Diana
- He's Not Here – Dan
- You Don't Know – Diana
- I Am the One – Dan, Gabe, Diana
- Superboy and the Invisible Girl – Natalie, Diana, Gabe
- I'm Alive – Gabe
- Make Up Your Mind / Catch Me I'm Falling – Doctor Madden, Diana, Dan, Natalie, Gabe, Henry
- I Dreamed a Dance – Diana, Gabe
- There's a World – Gabe
- I've Been – Dan, Gabe
- Didn't I See This Movie? – Diana
- A Light in the Dark – Dan, Diana

Secondo atto
- Wish I Were Here – Diana, Natalie
- Song of Forgetting – Dan, Diana, Natalie
- Hey #1 – Henry, Natalie
- Seconds and Years – Doctor Madden, Dan, Diana
- Better Than Before – Doctor Madden, Dan, Natalie, Diana
- Aftershocks – Gabe
- Hey #2 – Henry, Natalie
- You Don't Know (Reprise) – Diana, Doctor Madden
- How Could I Ever Forget? – Diana, Dan
- It's Gonna Be Good (Reprise) – Dan, Diana
- Why Stay? / A Promise – Diana, Natalie, Dan, Henry
- I'm Alive (Reprise) – Gabe
- The Break – Diana
- Make Up Your Mind / Catch Me I'm Falling (Reprise) – Doctor Madden, Diana, Gabe
- Maybe (Next to Normal) – Diana, Natalie
- Hey #3 / Perfect for You (Reprise) – Henry, Natalie
- So Anyway – Diana
- I Am the One (Reprise) – Dan, Gabe
- Light – Diana, Dan, Natalie, Gabe, Henry, Doctor Madden

## Produzioni principali

### Produzione di Broadway e primo tour statunitense (2009-2011)
Dopo una serie di work-shop e reading iniziati nel 1998, Next To Normal debutta a Broadway il 15 aprile 2009 dopo venti anteprime e rimane in scena al Booth Theatre fino al 16 gennaio 2011, per un totale di 734 repliche. Facevano parte del cast originale di Broadway: Alice Ripley (Diana), Aaron Tveit (Gabe), J. Robert Spencer (Dan), Jennifer Damiano (Natalie), Adam Chanler-Berat (Henry) e Louis Hobson (Dr. Fine/Dr. Madden). Solo Adam Chanler-Berat e Louis Hobson rimasero nel musical per tutta la permanenza del musical a Broadway; allo scadere dei loro contratti Alice Ripley è stata sostituita da Marin Mazzie, Robert Spencer da Jason Danieley, Aaron Tveit da Kyle Dean Massey e Jennifer Damiano da Meghan Fahy. Next to Normal è stato nominato a undici Tony Awards: miglior musical, migliore attrice protagonista (Ripley), miglior attore protagonista (Spencer), migliore attrice non protagonista (Damiano), colonna sonora, libretto, sound design, luci, scenografia, orchestrazioni e regia (Michael Greif); ne ha vinti tre: colonna sonora, attrice protagonista e orchestrazioni.
Nel novembre 2010 è partito il primo tour statunitense del musical, con Alice Ripley ancora nel ruolo di Diana. A lei si sono affiancati nel cast Asa Somers (Dan), Emma Hunton (Natalie), Curt Hansen (Gabe), Preston K. Sadleir (Henry) e Jeremy Kushnier (Dottor Fine/Madden). Il tour ha raggiunto sedici città ed è arrivato in Canada, dove si è concluso a Toronto il 30 luglio 2011.

### Produzioni statunitensi e canadesi (2011-2014)
Negli USA Next to Normal ha goduto di altri numerosi allestimenti, tra i quali quelli a Dallas (2011), Orlando (2012), Filadelfia (2012), Atlanta (2012-2013), San Francisco (2013), Chicago (2013) e Omaha (2014).
In Canada il musical è andato in scena a Vancouver (2011), Winnipeg (2012), Montréal (2012), Toronto (2012), Calgary (2012) e Medicine Hat (2014).

### Produzioni sudamericane (2011-2014)
Il debutto sudamericano di Next to Normal è avvenuto in Perù nel 2011, a cui sono seguite le produzioni dell'Argentina (con il titolo di Casi Normales) nel 2012 e quella brasiliana tra il 2012 ed il 2013.

### Produzioni europee (2010-2014)
Il debutto europeo di Next to Normal è avvenuto in Norvegia nel 2010, e ad essa sono seguite produzioni in Finlandia (2010), Svezia (2012), Paesi Bassi (2012), Germania (2013-2015) e Austria (2014).

### Produzione italiana (2015-2018)
In Italia il musical è andato in scena per la prima volta il 7 marzo 2015 al Teatro Coccia di Novara, con la regia di Marco Iacomelli e prodotto da STM con la collaborazione della Compagnia della Rancia. Il cast era composto da Francesca Taverni (Diana), Luca Giacomelli Ferrarini (Gabe), Antonello Angiolillo (Dan), Laura Adriani (Natalie), Renato Crudo (Henry) e Brian Boccuni (Dr. Fine / Dr. Madden). Il 26 gennaio 2018 ha debuttato a Roma il nuovo allestimento, sempre prodotto da STM, con la regia di Costanza Filaroni e un cast parzialmente rinnovato con Francesca Taverni (Diana), Antonello Angiolillo (Dan), Renato Crudo (Gabe), Laura Adriani (Natalie), Massimiliano Perticari (Henry) e Matteo Morigi (Dr. Fine / Dr. Madden).

## Cast
| Personaggio            | Off-Broadway       | Cast originale di Broadway | Cast di chiusura di Broadway | Tour statunitense  | Cast originale italiano   | Cast originale londinese |
| ---------------------- | ------------------ | -------------------------- | ---------------------------- | ------------------ | ------------------------- | ------------------------ |
| Diana Goodman          | Alice Ripley       | Alice Ripley               | Marin Mazzie                 | Alice Ripley       | Francesca Taverni         | Caissie Levy             |
| Dan Goodman            | Brian d'Arcy James | J. Robert Spencer          | Jason Danieley               | Asa Somers         | Antonello Angiolillo      | Jamie Parker             |
| Natalie Goodman        | Jennifer Damiano   | Jennifer Damiano           | Meghann Fahy                 | Emma Hunton        | Laura Adriani             | Eleanor Worthington Cox  |
| Gabriel "Gabe" Goodman | Aaron Tveit        | Aaron Tveit                | Kyle Dean Massey             | Curt Hansen        | Luca Giacomelli Ferrarini | Jack Wolfe               |
| Henry                  | Adam Chanler-Berat | Adam Chanler-Berat         | Adam Chanler-Berat           | Preston K. Sadleir | Renato Crudo              | Jack Ofrecio             |
| Dr. Fine / Dr. Madden  | Asa Somers         | Louis Hobson               | Louis Hobson                 | Jeremy Kushnier    | Brian Boccuni             | Trevor Dion Nicholas     |

Sostituzioni di Broadway degne di nota
- Kyle Dean Massey sostituisce temporaneamente Tveit dal 9 giugno al 6 settembre 2009, mentre si esibisce a Seattle per le prove di Catch Me if You Can. Rimane il suo sostituto non ufficiale a causa degli impegni di Tveit con Gossip Girl. In seguito in modo definitivo il ruolo il 5 gennaio 2010.
- Brian d'Arcy James sostituisce Spencer 18 maggio 2010.
- La coppia di coniugi Marin Mazzie e Jason Danieley sostituiscono Ripley e James il 20 luglio 2010.
- La sostituta originale Meghann Fahy rimpiazza Damiano il 20 luglio 2010, per le sue prove per il musical Spider-Man: Turn Off the Dark.

## Citazioni
Il musical fa spesso riferimento a film, romanzi, opere teatrali e persone che hanno avuto a che fare con problemi mentali e legali al trauma del lutto, tra cui Sylvia Plath, Frances Farmer, Fiori per Algernon, Il giovane Holden, Qualcuno volò sul nido del cuculo e Chi ha paura di Virginia Woolf?.
La battuta "These are a few of my favourite pills" della canzone My Psychopharmacologist and I è un omaggio alla canzone My Favourite Things del musical The Sound of Music.